# 林德 (明尼蘇達州)
林德（英語：Lynd）是一個位於美國明尼蘇達州萊昂縣的城市。

## 人口
根據2020年美國人口普查的數據，林德的面積為3.02平方千米，當中陸地面積為3.00平方千米，而水域面積為0.02平方千米。當地共有人口436人，而人口密度為每平方千米144人。